# Monasterio del Gran Meteoro
El monasterio del Gran Meteoro (Μεγάλο Μετέωρο en griego) es un monasterio ortodoxo, situado al norte de Grecia, en la llanura de Tesalia, en las proximidades de Kalambaka, en el valle del río Peneo. Forma parte de un grupo de seis monasterios denominados Monasterios suspendidos en los aires o Monasterios en el cielo situados en Meteora, que fueron clasificados como Patrimonio de la Humanidad por la Unesco desde el año 1988.
El monasterio fue creado como claustro de San Atanasio de Meteora en la primera mitad del siglo XIV. Atanasio construyó un templo dedicado a la Virgen María, que se hizo conocido como la Virgen de la Piedra del Meteorito, y creó una comunidad monástica en forma de comunión. Entre 1544 y 1545 se construyó un nuevo katholikón, dedicado a la Transfiguración de Jesús. En el mismo período también se construyó la torre y en 1572 la granja que la bordea. En 1806 se construyeron nuevas celdas.
Sus frescos son composiciones iconográficas inspiradas en los ciclos dogmáticos y litúrgicos de la Iglesia ortodoxa. Se caracterizan por su gran calidad artística, plasticidad y maestría a la hora de ejecución, con una fina apreciación de colores y detalles. Las imágenes de los mártires y santos reflejan un fervor religioso ortodoxo, con recuerdos a los reyes bíblicos Salomón y David, a la Anunciación, a Eustacio de Antioquía, al martirio de San Timoteo o a escenas de la pasión de Cristo. Se desconoce la autoría de dichas imágenes, aunque sí se sabe que los frescos del katholikón del Gran Meteoro fueron realizados por Teófanes de Creta, que serían su última obra.
Cerca de la entrada del monasterio se encuentra una torreta que albergaba la bodega y el espacio para las provisiones de los monjes. En la actualidad, está convertido en una especie de sala-museo para los turistas, con el fin de que conozcan la vida cotidiana de los monjes del monasterio.

## Galería de imágenes

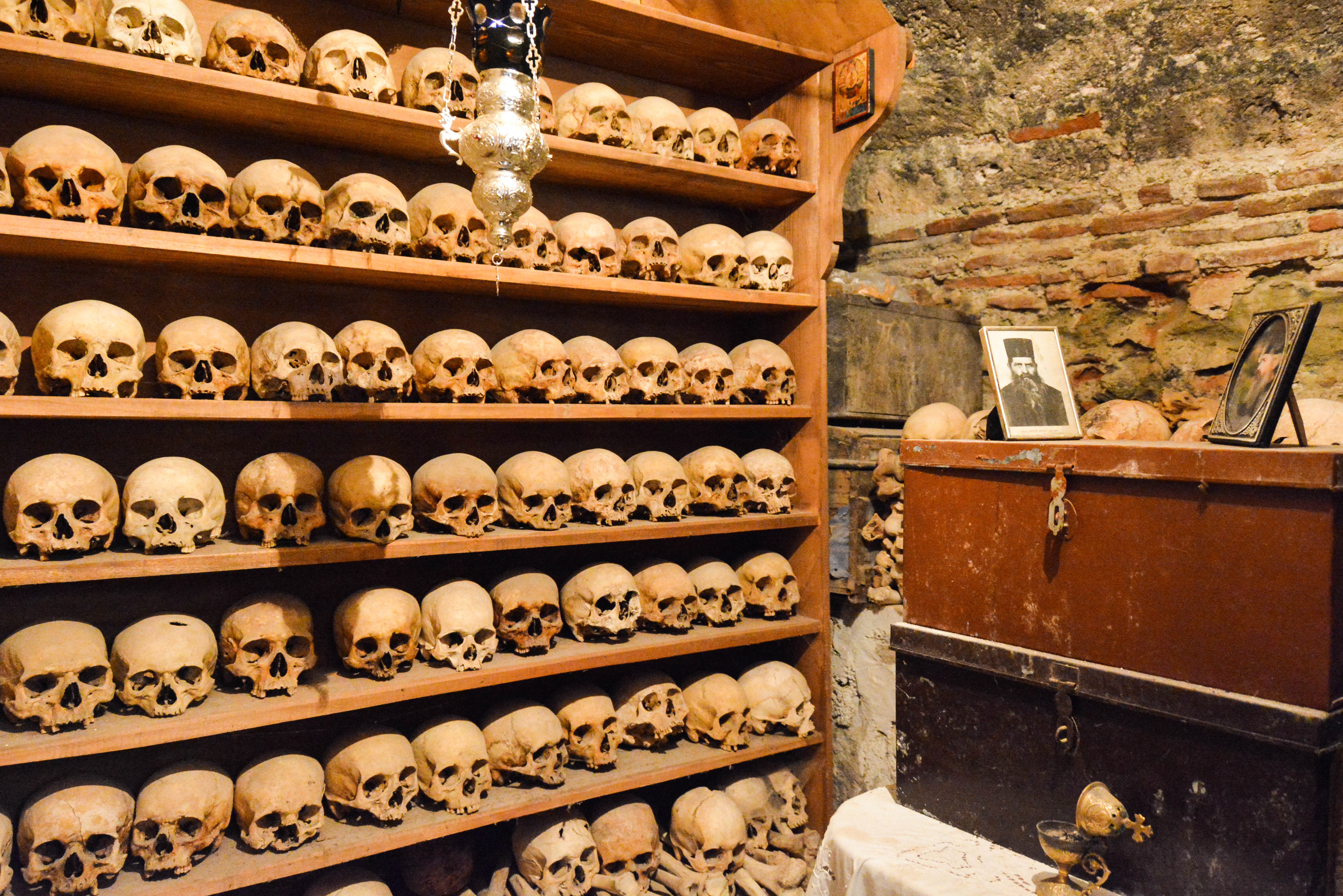
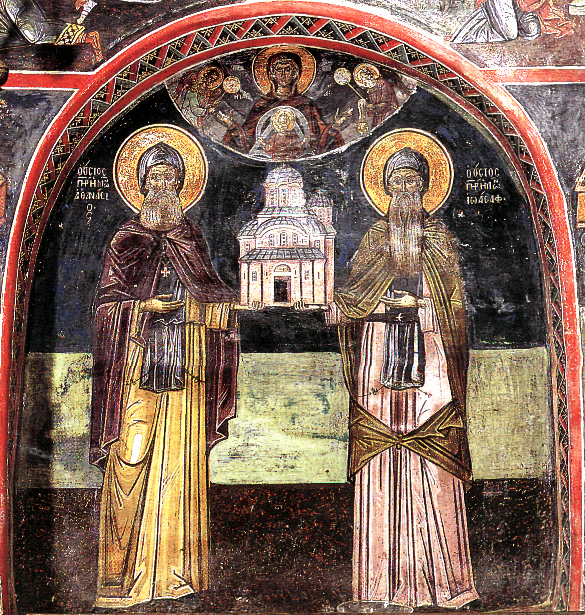
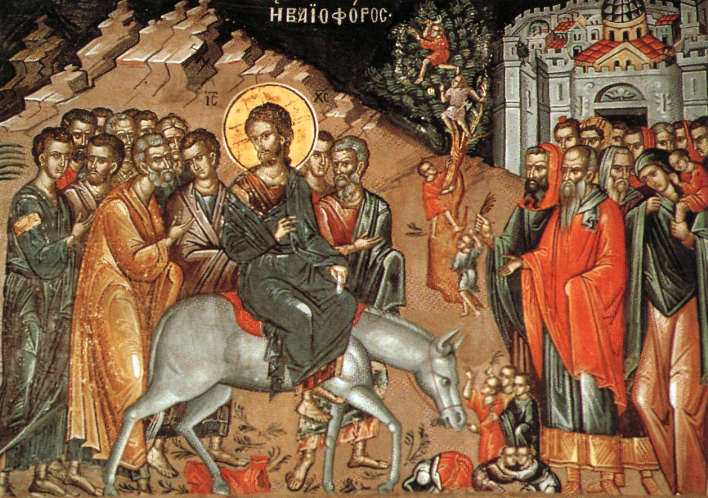
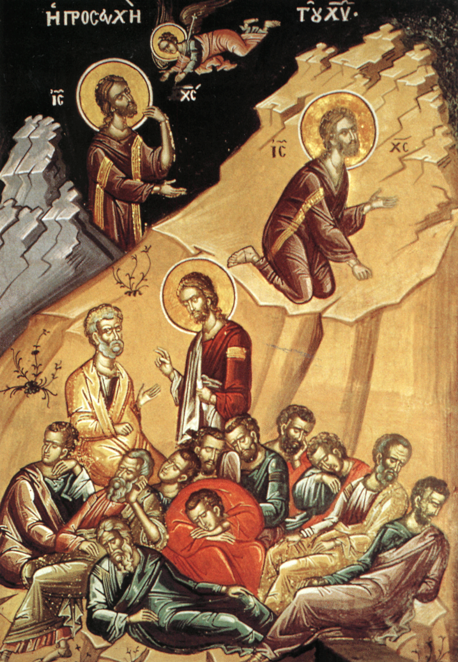
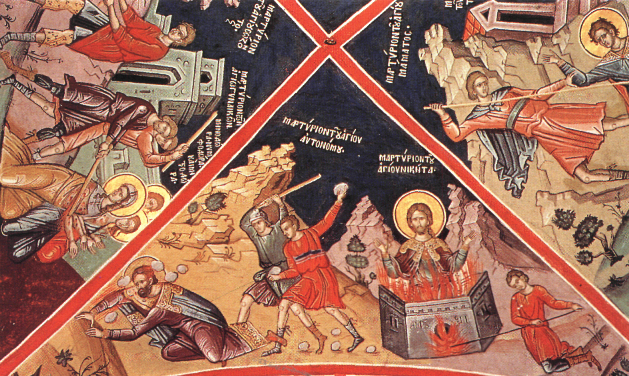
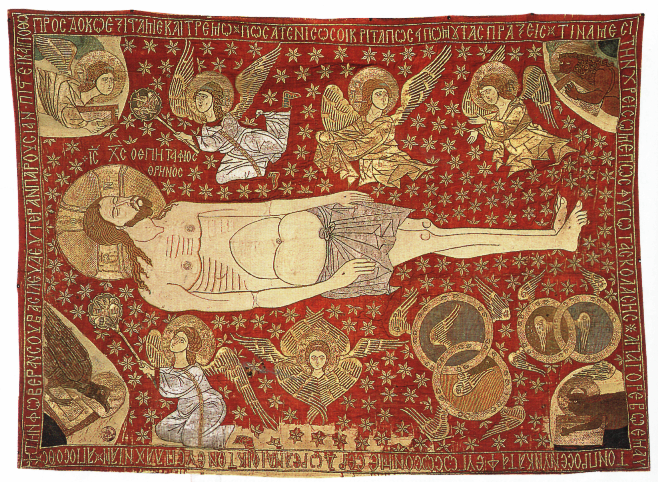